# Caroline Leaf
Caroline Leaf (* 12. August 1946 in Seattle) ist eine amerikanisch-kanadische Animatorin und Malerin, die in London lebt und arbeitet.

## Leben
Leaf studierte von 1964 bis 1968 Malerei am Radcliffe College und wurde 1969 von einem Lehrer an Derek Lamb empfohlen, der an der unweit gelegenen Harvard University unterrichtete. In seinem Kurs schuf sie bis 1969 ihren Debütfilm, die Sandanimation Sand or Peter and the Wolf. In ihrem nächsten Animationsfilm Orfeo experimentierte Leaf zum ersten Mal mit Farbe direkt auf Glas.
Sie erhielt 1972 eine Stelle am National Film Board of Canada (englischsprachige Abteilung) und zog nach Montreal. Ihr erster Film am NFB wurde 1974 The Owl Who Married a Goose, der auf einer Sage der Inuit beruht und als Teil der Reihe An Eskimo Legend erschien. Der Film wurde mehrfach ausgezeichnet und erhielt unter anderem eine BAFTA-Nominierung. Ihr zweiter Film The Street (1976) entstand als Öl-auf-Glas-Animation. Der auf einer Kurzgeschichte von Mordecai Richler beruhende Film um den Tod einer Großmutter aus der Sicht ihres Enkels wurde 1977 für einen Oscar als bester animierter Kurzfilm nominiert. Leafs Werke wurden in unterschiedlichsten Animationstechniken realisiert, so entstand ihr Kurzfilm Two Sisters (1990), indem sie die Zeichnungen direkt auf den Filmstreifen ätzte, während die Kafka-Interpretation The Metamorphosis of Mr. Samsa erneut in Sand animiert wurde. Neben ihrer Arbeit als Animationsfilmerin schuf Leaf zudem einige wenige Werbefilme für Pascal Blais Productions.
Leaf verließ das NFB 1991 und wandte sich danach unter anderem der Malerei zu. Leaf war von 1996 bis 1998 Dozent für Animation in Harvard. Im Jahr 2001 zog sie nach London und lehrte von 2005 bis 2009 Animation an der National Film and Television School in Beaconsfield bei London.

## Filmografie
- 1969: Sand or Peter and the Wolf
- 1970: Orfeo
- 1971: How Beaver Stole Fire
- 1974: The Owl Who Married a Goose
- 1976: The Street
- 1977: The Metamorphosis of Mr. Samsa
- 1979: Interview
- 1981: Kate and Anna McGarrigle (Dokumentarfilm)
- 1981: The Right to Refuse
- 1982: An Equal Opportunity (Dokumentarfilm)
- 1983: Pies
- 1985: The Owl and the Pussycat
- 1986: The Fox and the Tiger
- 1986: A Dog’s Tale
- 1990: Two Sisters
- 1991: I Met a Man
- 1994: Fleay’s Fauna Centre
- 1996: Drapeau Canada
- 1998: Absolut Leaf
- 2001: Odysseus & The Olive Tree
- 2004: Slavery

## Auszeichnungen
- 1976: BAFTA-Nominierung, bester Animationsfilm, für The Owl Who Married a Goose: An Eskimo Legend
- 1976: Großer Preis des Ottawa International Animation Festival für The Street
- 1977: Oscarnominierung, Bester animierter Kurzfilm, für The Street
- 1977: Silberner Drache des Krakowski Festiwal Filmowy für The Street
- 1978: Goldener Drache des  Krakowski Festiwal Filmowy für The Metamorphosis of Mr. Samsa
- 1979: Preis der Jury des Montréal World Film Festival für Interview
- 1980: Großer Preis des Melbourne International Film Festival für Interview
- 1991: Grand Prize der World Animation Celebration für Two Sisters
- 1992: Großer Preis des Ottawa International Animation Festival für Two Sisters
- 1994: Norman McLaren Heritage Award des Ottawa International Animation Festival
- 1996: Lifetime Achievement Award des Animafest Zagreb